# Sulfamid
Sulfamid ist als das Diamid der Schwefelsäure sowohl eine chemische Verbindung aus der Gruppe der Amide als auch eine Sulfurylverbindung. Sulfamid wurde erstmals im Jahre 1838 von dem französischen Chemiker Henri Victor Regnault dargestellt. In der organischen Chemie wird der Name der Verbindung auch für die entsprechende funktionelle Gruppe verwendet, wobei in der Literatur der Name teilweise auch als Synonym für die allgemeinere Gruppe der Sulfonamide benutzt wird.

## Gewinnung und Darstellung
Sulfamid kann durch Reaktion von Sulfurylchlorid oder Schwefeltrioxid mit Ammoniak gewonnen werden.
{\displaystyle \mathrm {SO_{2}Cl_{2}+4\ NH_{3}\longrightarrow SO_{2}(NH_{2})_{2}+2\ NH_{4}Cl} }

## Eigenschaften
Sulfamid ist ein weißer geschmackloser Feststoff, der löslich in heißem Wasser, heißem Ethanol und Aceton ist. Beim Erhitzen oberhalb 140 °C erfolgt die Umwandlung nach (NH4)3(SO2N)3. Es bildet mit Silbernitrat nur bei Zusatz von Ammoniak ein Silbersalz der Formel Ag2[SO2(NH)2], das in Wasser sehr schwer löslich ist.

## Verwendung
Durch Kondensation mit Formaldehyd in salzsaurer Lösung lässt sich Dithiatetraazaadamantantetroxid darstellen.